# Medalla de l'Incident Xinès de 1931-1934
La Medalla de l'Incident Xinès de 1931-1934 és una medalla de campanya de l'Imperi Japonès, creada el 23 de juliol de 1934 per l'Emperador Hirohito, i atorgada a aquells que van participar en l'Incident Xinès de 1931-1934.
Com que oficialment no es declarà cap guerra (encara que n'hi hagués), aquesta passà a denominar-se oficialment als cercles nipons com "els incidents xinesos".

## Disseny
Un medalla de bronze. A l'anvers apareix el mític Yata-no-karasu (un gran corb enviat des del cel pels déus per guiar i assistir a l'emperador Jinmu a la seva campanya oriental, segons la mitologia xinto), amb un crisantem al capdamunt (l'escut del Japó). Al revers, un casc de l'Exèrcit enfront a un altre de la Marina, i la inscripció "Incident del 6è al 9è any Showa" 
Sobre el galó, apareix la barra habitual amb la inscripció "Medalla de guerra"
Penja d'una cinta de seda amb una franja marró fosc de 2,5mm, una de 6mm marró clar, una de 5mm crema, una de 1,5mm daurada i una central de 7mm marró fosc.
S'atorga dins d'una caixa negra, con el nom del receptor en caràcters daurats.